# 出撃!マシンロボレスキュー オリジナルサウンドトラック
『出撃!マシンロボレスキュー オリジナルサウンドトラック』（しゅつげき マシンロボレスキュー オリジナルサウンドトラック）は、テレビアニメ『出撃!マシンロボレスキュー』のサウンドトラックである。2003年6月25日と同年11月27日にLantisから発売された。
テレビアニメ本編のBGMと主題歌（Vol.1はTVサイズ）が収録されている。CDジャケットには、MRRメンバーとジェイ（Vol.1はそれぞれ隊員服とデザスターでの衣装、Vol.2は私服）が描かれている。音楽は佐藤直紀が担当している。

## Vol.1

### 収録曲
1. Go!Go!レスキュー（TVサイズ） [1:33]
歌：JAM Project
作詞・作曲：影山ヒロノブ、編曲：河野陽吾
  - オープニングテーマ
2. マシンロボレスキュー、出場 [2:04]
3. レスキュー隊のテーマ [2:10]
4. レスキュー完了! [1:43]
5. ハイパージェットロボ合体 [1:47]
6. レスキュー隊、緊張の出場 [1:17]
7. マシンロボ、危機 [1:33]
8. マシンロボチーム [1:44]
9. ガラゴロの出現 [2:18]
10. チームの友情 [1:41]
11. レスキューGO! [1:56]
12. 事件だ! [2:28]
13. ゾーン発生 [1:03]
14. 一件落着 [1:48]
15. ドタバタ出動 [1:16]
16. チームの栄光 [1:41]
17. 届かぬ想い [2:02]
18. 明るい僕ら [1:11]
19. ステルスロボの出現 [1:57]
20. スタンバイOK! [0:55]
21. デザスターの要塞基地 [1:09]
22. 秘密の行動 [1:04]
23. 不安な胸騒ぎ [1:17]
24. 悪だくみ [1:15]
25. サポートロボの活躍 [1:13]
26. 楽しい一時 [1:37]
27. 緊張のレスキュー活動 [1:42]
28. 不安と緊張 [2:10]
29. 平和 [1:57]
30. マーチ オブ レスキューヒーロー（TVサイズ） [1:33]
歌：JAM Project
作詞・作曲：影山ヒロノブ、編曲：須藤賢一
  - エンディングテーマ

## Vol.2

### 収録曲
1. 想いで・・・ [1:35]
2. マーチ オブ レスキューヒーロー [4:35]
3. マシンコマンダー発進! [1:26]
4. マシンコマンダー合体! [1:28]
5. BLマシンロボ合体す! [1:58]
6. 覚悟の時 [1:55]
7. 迫りくるデザスター [1:37]
8. 僕らの決意 [1:56]
9. レスキュー隊、混乱と危機 [1:40]
10. 謎の美少女 [1:17]
11. 海賊達の宴 [1:32]
12. 慎重な行動 [1:24]
13. サブタイトル [0:10]
14. アイキャッチI [0:09]
15. 驚きの新メカ登場! [1:26]
16. ステルス孤独な戦い [1:57]
17. 合体ハイパーステルスロボ! [2:04]
18. 一時の安らぎ [2:41]
19. 僕らの思い [1:58]
20. 謎の少年 [1:11]
21. 運命の始まり [1:13]
22. 危険予知（サバイバルナチュラル） [0:13]
23. 不可思議な行動（コミカル） [1:22]
24. 不可思議な行動（ユニーク） [1:43]
25. 死闘! 激闘! [1:30]
26. 秘かな行動 [1:08]
27. 事故の記憶 [1:33]
28. 友達との時間 [1:34]
29. ガラゴロの休日 [1:19]
30. へんてこな奴その名もハザード [1:15]
31. アイキャッチII [0:12]
32. 衝撃の事実 [1:26]
33. ハザード大佐とBLマシンロボ登場!! [1:47]
34. 苦しい思い [1:28]
35. 別れ、そして決意 [1:56]
36. ハッピーデート!! [1:24]
37. 地球をレスキューせよ! [3:01]
38. 出現! カイザーG [2:11]
39. 明日に向かって [2:46]
40. Go!Go!レスキュー [3:38]